# Panna Nikt
Panna Nikt is een Poolse dramafilm uit 1996 onder regie van Andrzej Wajda.

## Verhaal
Marysia is op zoek naar een hartsvriendin. Ze moet daarbij kiezen tussen de dromerige Kasia en de realistische Ewa. Aanvankelijk kiest ze voor Kasia, maar ze krijgt daarna spijt en kiest dan toch Ewa als hartsvriendin. Vervolgens hoort ze een gesprek tussen Kasia en Ewa, waaruit blijkt dat ze in de wereld van geen van beide meisjes past.

## Rolverdeling
| Acteur                | Personage          |
| --------------------- | ------------------ |
| Anna Wielgucka        | Marysia Kawczak    |
| Anna Mucha            | Kasia Bogdanska    |
| Anna Powierza         | Ewa Bogdaj         |
| Stanislawa Celinska   | Moeder van Marysia |
| Jan Janga-Tomaszewski | Vader van Marysia  |
| Malgorzata Potocka    | Moeder van Ewa     |
| Leszek Teleszynski    | Vader van Ewa      |
| Malgorzata Pieczynska | Moeder van Kasia   |
| Anna Romantowska      | Lerares            |
| Adam Siemion          | Tadzio             |